# Гено
Гено (元応) је јапанска ера (ненко) која је настала после Бунпо и пре Генко ере. Временски је трајала од априла 1319. до фебруара 1321. године и припадала је Камакура периоду. Владајући монарх био је цар Го-Даиго.

## Важнији догађаји Гено ере
Након абдицирања цара Ханазоноа током друге године Бунпо ере, Го-Даиго постаје нови цар у 31 години живота. Ниџо Мичихара био је кампаки (канцелар); али је двор остао под управом бившег цара Го-Уде. Принц Морикуни био је шогун у Камакури а даимјо провинције Сагами Хоџо Такатоки, шикен и главни министар шогуната.
- 1319. (Гено 1, трећи месец): Принц Кунијоши, син бившег цара Го-Ниџоа, именован је наследником трона.[3]
- 1319. (Гено 1, шести месец): Умире дворски садаиџин (министар левице) Коное Цунехира.[3]
- 1319. (Гено 1, осми месец): Цар узима Киши, ћерку Саионџи Санеканеа, за једну од његових конкубина која му убрзо постаје миљеница. Цар Го-Даиго је током владавине имао много конкубина остављајући иза себе велики број деце.[4]
- 1319. (Гено 1, дванаести месец): Ниџо Мичихира је приморан да да оставку на место „кампакуа“ због притиска шогуната у Камакури. Уместо њега Ичиџо Учицуне постаје „кампаку“.[4]
- 1330. (Гено 2, пети месец): Хоџо Токиасу умире у Кјоту.[4]
- 1320. (Гено 2, пети месец): Бивши регент, Куџо Моронори умире у 48 години.[4]